# Reda Aadel
Reda Aadel (28 december 1990) is een Marokkaans wielrenner.

## Carrière
Reda Aadel eindigde in juni 2013 op de tweede plaats bij het Marokkaans kampioenschap op de weg, achter Abdelatif Saadoune. Drie maanden later startte hij tijdens de wegwedstrijd op het wereldkampioenschap in Toscane, maar hij wist deze wedstrijd niet uit te rijden. Op 8 mei 2012 behaalde Aadel zijn eerste overwinning door de Trophée de l'Anniversaire te winnen.

## Overwinningen
2012
- Challenge du Prince - Trophée de l'Anniversaire

Aadel · Chaoufi · Elamid · Errajraji · Gaiz · Karmouchi · Lahsaini · Rhaili · Saadoune · Zahboune · El Ghouate (stagiair)
Aadel · Abdelmoneim · Adil · Al Ali · Alhousani · Alkhaji · El Ghouate · Gaiz · García · Hida · Karmouchi · Saidi · Santamaría